# 滋賀県製薬
滋賀県製薬株式会社（しがけんせいやく）は滋賀県甲賀市にある製薬メーカー。大手医薬品企業向け製品の受託生産も行なっている。

## 沿革
- 1943年8月 滋賀県内の配置向製造業者を統合して滋賀縣製薬設立[1]
- 1983年5月 本社工場隣に洗心薬草苑開苑

## 商品
- スパーク（総合感冒薬）
- ハイクモンS
- ハイビタンA
- ニュー・ドクダミ&梅酢ファイバー
- 新ラスター目薬
- ワコーリスAL目薬

等

## その他

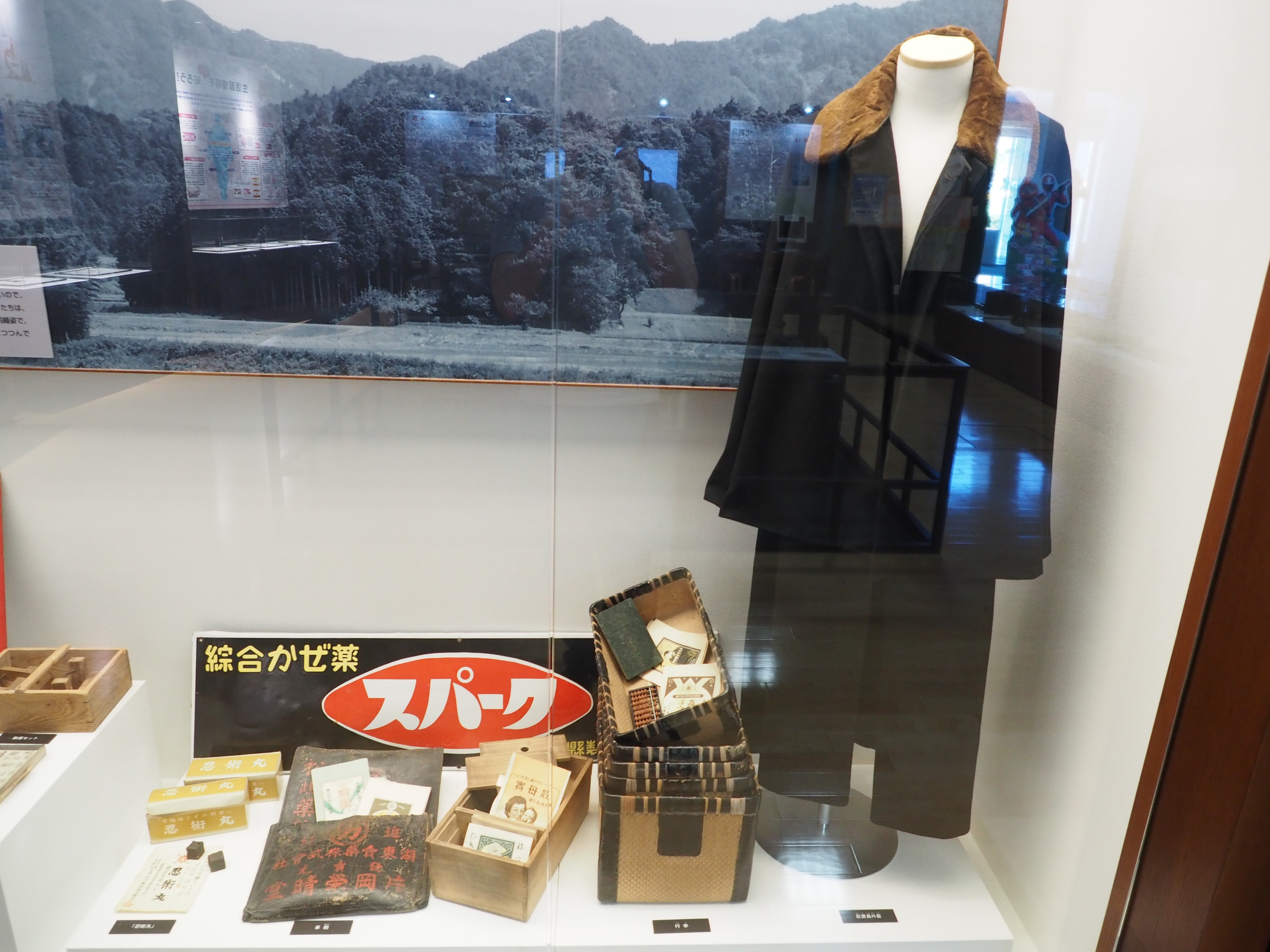
「スパーク」のホーロー看板

- 「スパーク」のホーロー看板現在でも滋賀県内各地で風邪薬「スパーク」のホーロー看板が散見される（看板の会社名表記は旧字体・旧社名表記の滋賀縣製薬）。かつては「♪風邪にスパークお早めに」と言うジングルが歌われたテレビコマーシャルも流れていた。

## 関連会社
- リバグッド社 〒164-0001 東京都中野区中野2-21-1
- SRC・四国スパーク薬品・中国スパーク薬品 〒700-0971 岡山県岡山市北区野田3-1-7